# Greigia vulcanica
Greigia vulcanica är en gräsväxtart som beskrevs av Éduard-François André. Greigia vulcanica ingår i släktet Greigia och familjen Bromeliaceae. Inga underarter finns listade i Catalogue of Life.